# Okularverschluss

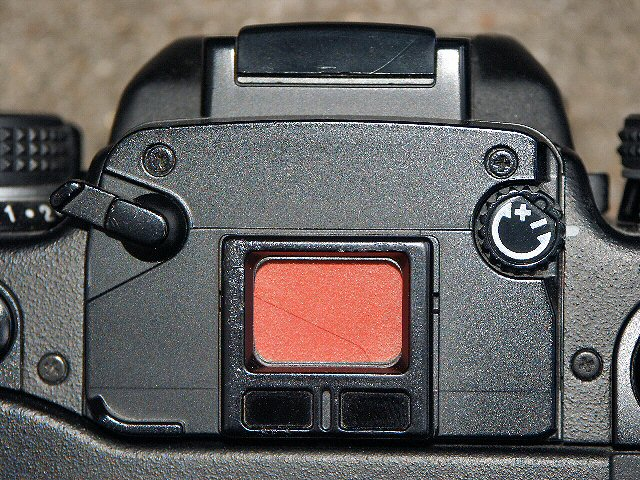
Der Okularverschluss einer Minolta Dynax 9 im geschlossenen Zustand. Die orange Markierung bewirkt, dass der Fotograf auch bei schlechtem Licht sofort sieht, dass der Okularverschluss geschlossen ist. Der kleine Hebel links oben neben dem Sucher betätigt den Verschluss. Diese Bauform unterscheidet sich nicht von anderen Modellen.

Ein Okularverschluss ist eine Vorrichtung im Sucher von Spiegelreflexkameras mit eingebauter Belichtungsmessung und dient zur Vermeidung von Fremdlichteinfall durch den Sucher, wenn das Auge nicht am Okular ist.
Der Okularverschluss ist meist nur an professionellen Kameras zu finden, während andere Kameras eine Plastikkappe im Lieferumfang haben, die auf das Sucherokular geschoben werden kann und denselben Effekt hat.
Der Okularverschluss wird bei Aufnahmen vom Stativ verwendet, wenn die Gefahr besteht, dass Fremdlicht von hinten durch den Sucher eindringt und so die Belichtungsmessung der Fotozelle in der Kamera verfälscht, anstatt nur den Lichteinfall durch das Objektiv zu messen.
Wenn die Kamera am Auge ist, hat der Okularverschluss keine Funktion. Okularverschlüsse sind meist farbig markiert, damit man beim Blick durch den Sucher sofort erkennt, ob er geschlossen ist, oder aber der Objektivdeckel versehentlich das Bild abdeckt.